# Święty Jan Chrzciciel na pustkowiu
Święty Jan Chrzciciel na pustkowiu, Święty Jan Chrzciciel w puszczy, Święty Jan Chrzciciel (niderl. Johannes de Doper in de wildernis) – obraz olejny niderlandzkiego malarza Geertgena tot Sint Jansa.

## Geneza tematu
W ikonografii chrześcijańskiej Jan Chrzciciel prócz sceny chrztu Chrystusa, przedstawiany jest najczęściej jako pustelnik na pustyni. Wiąże się to ze słowami wypowiedzianymi przez świętego w Ewangelii Jana na określenie samego siebie: vox clamantis in desero (głos wołającego na pustyni). Geertgen odszedł od tradycyjnego ujęcia i scenę umieścił na pustkowiu, ale w otoczeniu zieleni i zwierząt. Według niektórych źródeł krajobraz przypomina puszczę. Jego postać przedstawiona została zgodnie z renesansowymi kanonami, w typowej pozie melancholijnego myśliciela: pochylonego ku przodowi z głową wspartą na łokciu. Podobny motyw można znaleźć np. u Hieronima Boscha Święty Jan Chrzciciel na pustyni. U Geertgena postać świętego dodatkowo przedstawiona została bez obuwia, co symbolizowało pokutę. Jedna stopa ociera się o drugą i swoim położeniem przypomina ukrzyżowane stopy Chrystusa.

## Opis obrazu
Przy Janie, po lewej stronie ukazany został baranek, atrybut świętego. Dalej po lewej stronie widoczna jest rzeka Jordan, a jej wodach odbija się las. Zamiast tradycyjnego krajobrazu pustyni, widoczna jest przyroda przypominająca ogród Edenu z liczną zwierzyną. Krajobraz skąpany jest w zieleni i błękicie.